# Акты исторические
«А́кты истори́ческие» (рус. дореф. Акты историческіе) — издания российской Императорской археографической комиссии в Санкт-Петербурге, включавшие российские исторические «акты, поясняющие с одной стороны события исторические, а с другой стороны государственное устройство и управление».
Изданием актов занимались различные члены археографической комиссии.

## Перечень изданий
- «Акты, собранные в библиотеках и архивах Российской империи археографической экспедицией императорской академии наук». Т. 1—4, СПб. 1836.
  - Т. 1. 1294—1598. СПб., 1836. Google Книги
  - Т. 2. 1598—1613. СПб., 1836. Google Книги
  - Т. 3. 1613—1645. СПб., 1836. Google Книги
  - Т. 4. 1645—1700. СПб., 1836. Google Книги
- «Акты исторические». Т. 1-5, СПб., 1841—1842.
  - Т. 1. 1334—1598. СПб., 1841. Google Книги
  - Т. 2. 1598—1613. СПб., 1841. Google Книги
  - Т. 3. 1613—1645. СПб., 1841. Google Книги
  - Т. 4. 1645—1676. СПб., 1842. Google Книги
  - Т. 5. 1676—1700. СПб., 1842. Google Книги
  - Указатель к «Актам историческим». СПб., 1843. РГБ
- «Дополнения к Актам историческим». Т. 1-12, СПб., 1846—1872.
  - Т. 1. 1334—1598. СПб., 1846. Google Книги
  - Т. 2. 1598—1615. СПб., 1846. Google Книги
  - Т. 3. 1613—1645. СПб., 1848. Google Книги
  - Т. 4. 1645—1676. СПб., 1851. Google Книги
  - Т. 5. 1665—1669. СПб., 1853. Google Книги
  - Т. 6. 1670—1676. СПб., 1857. Google Книги
  - Т. 7. 1676—1677. СПб., 1859. Google Книги
  - Т. 8. 1678—1681. СПб., 1862. Google Книги
  - Т. 9. 1676—1682. СПб., 1875. РГБ
  - Т. 10. 1682—1700. СПб., 1867. Google Книги
  - Т. 11. 1684. СПб., 1869. Google Книги
  - Т. 12. 1684—1700. СПб., 1872. РГБ
  - Указатель к первым десяти томам «Дополнений…». СПб., 1875. РГБ
- «Акты, относящиеся к истории Западной России». Т. 1-5, СПб., 1846—1853.
  - Т. 1. 1340—1506. СПб, 1846. РГБ, Google Книги
  - Т. 2. 1506—1544. СПб, 1848. РГБ, Google Книги
  - Т. 3. 1544—1587. СПб, 1848. РГБ
  - Т. 4. 1588—1632. СПб, 1851. РГБ, Google Книги
  - Т. 5. 1633—1699. СПб, 1853. РГБ, Google Книги
- «Акты, относящиеся к истории Южной и Западной России». Т. 1-15. СПб., 1863—1892.
  - Т. 1. 1361—1598. СПб., 1863. РГБ
  - Т. 2. 1599—1637. СПб., 1865. РГБ
  - Т. 3. 1638—1657. СПб., 1861. РГБ
  - Т. 4. 1657—1659. СПб., 1863. РГБ
  - Т. 5. 1659—1665. СПб., 1867. РГБ
  - Т. 6. 1665—1668. СПб., 1869. РГБ
  - Т. 7. 1657—1663, 1668—1669. СПб., 1872. Книгафонд
  - Т. 8. 1668—1669, 1648—1657. СПб., 1875. Книгафонд (недоступная ссылка)
  - Т. 9. 1668—1672. СПб., 1877. РГБ
  - Т. 10. 1653—1654 (Дополнение к Т. 3). СПб., 1878. РГБ
  - Т. 11. 1672—1674. Прибавления 1657. СПб., 1879. РГБ
  - Т. 12. 1675—1676. СПб., 1882. РГБ
  - Т. 13. 1677—1678. СПб., 1884. РГБ
  - Т. 14. 1654—1655 (Дополнение к Т. 3). СПб., 1889. РГБ
  - Т. 15. 1658—1659 (Дополнение к Т. 4). СПб., 1892. РГБ
  - В дополнение к этому многотомнику галицко-русским исследователем А. С. Петрушевичем был издан сборник: «Акты, относящиеся к истории Южнозападной Руси». Львов, 1868. РГБ
- «Акты исторические, относящиеся к России, на иностранных языках, извлеченные из иностранных архивов и библиотек А. И. Тургеневым»/Historica Russiae monumenta, ex antiquis exterarum gentium archivis et bibliotecis depromta, ab A. I. Turgenevio. Т. 1-2. СПб., 1841—1842.
  - Т. 1. 1075—1584. СПб., 1841. Викитека, Google Книги
  - Т. 2. 1584—1719. СПб., 1842. Google Книги
  - «Дополнения к актам историческим, относящемся к России»/Supplementum ad Historica Russiae Monumenta. СПб., 1848. Google Книги
- «Грамоты, касающиеся до сношений Северо-западной России с Ригой и ганзейскими городами». СПб., 1848.
- «Русско-ливонские акты, собранные К. Е. Напьерским». СПб., 1868. РГБ
- «Русские акты ревельского городского архива». СПб., 1894. РГБ

## Дополнения к «Актам историческим»
В 1846—1875 годах издавались «Дополнения к „Актам историческим, собранным и изданным Археографической комиссией“», являвшиеся продолжением издания «Акты исторические». Подготовка текстов была осуществлена главным образом Бередниковым Я. И. и Коркуновым М. А. (1846—1858). Всего в 12 томах было опубликовано около 1800 документов X—XVII веков из архивов и рукописных собраний Императорской Публичной библиотеки, Библиотеки Академии Наук, Румянцевского музеума, Синодальной библиотеки, Сената, Министерства Иностранных дел, Оружейной палаты, ряда русских монастырей, губернских и областных архивов, архива графов Строгановых, по спискам, сделанным Соловьёвым С. В. в Стокгольмском архиве в 1838—1840 годах, а также по документам из коллекции Археографической комиссии, частных собраний и других источников.
В 1848 году вышли в свет «Дополнения к „Актам историческим, относящимся к России“ / Собраны в иностранных архивах и библиотеках и изданы Археографической комиссией», содержащие материалы, в основном относящиеся к истории Православия, католичества и униатства на русских, украинских и белорусских землях и в Прибалтике во второй половине XIII — середине XVIII века. Это издание дополняет публикацию скопированных Тургеневым А. И. в зарубежных архивах документов по истории России.